# Grenade (île)
Ne pas confondre avec la Grenade, un État des Antilles.
Pour les articles homonymes, voir Grenade.
La Grenade est une île des Petites Antilles. Elle est la plus vaste île de la Grenade, un État insulaire de la mer des Caraïbes dont la capitale est Saint-Georges.

## Géographie
La Grenade mesure 34 km dans le sens nord-sud, et 12 km dans le sens est-ouest. Elle a une superficie de 311 km².
Situé au sud de l'état Grenade, elle est d'origine volcanique. Le mont Saint-Catherine, ancien volcan, est le point culminant de l'île, à 839 mètres. 
L'état volcanique de l'île marque également son hydrographie, deux des plus grands lacs s'étendant dans d'anciens cratères : le lac Antoine et le Grand Lac, d’une profondeur de 10 mètres.

## Histoire
L'île est découverte par Christophe Colomb en 1498. Une première occupation anglaise, en 1609, est détruite par les peuples locaux. 
Les Français s'y installent jusqu'à la Guerre de Sept Ans (1756-1763) ; les Anglais l'occupent en 1762, et les Français reprennent l'île en juillet 1779 dans le cadre de la Guerre d'indépendance des États-Unis, mais le traité de Versailles de 1783, qui met fin à la guerre franco-anglaise, accorde la Grenade à l'Empire britannique. L'île devient en 1967 un État associé au Royaume-Uni, et acquiert l'indépendance en 1974.

## Économie

### Agriculture
L'agriculture de la Grenade est diversifiée, entre thé, café, cacao, coton, épices, sucre. L'île produit notamment le tiers du volume mondial de noix de muscade.

### Tourisme
L'état de la Grenade souhaite développer le tourisme pour augmenter le PIB du pays. L'aéroport international de Saint-George a été inauguré en 1975, dans ce but.